# Prelazia Territorial de Illapel
A Prelazia Territorial de Illapel (Praelatura Territorialis Ilapensis) é uma prelazia localizada na cidade de Illapel, pertencente a Arquidiocese de La Serena no Chile. Foi fundada em 30 de abril de 1960 pelo Papa João XXIII. Com uma população católica de 65.000 habitantes, sendo 79,6% da população total, possui 12 paróquias com dados de 2017.

## História
A Prelazia Territorial de Illapel foi criada em 30 de abril de 1960 pelo Papa João XXIII através da cisão da Diocese de San Felipe, essa pertencente a então Arquidiocese de La Serena.

## Lista de prelados
A seguir uma lista de prelados desde a criação da prelazia e em 1960.
|          | Nome                                 | Período   | Notas                                             |
| Prelados | Prelados                             | Prelados  | Prelados                                          |
| -------- | ------------------------------------ | --------- | ------------------------------------------------- |
| 6º       | Julio Esteban Larrondo Yáñez         | 2023-     | Atual                                             |
| 5º       | Jorge Patricio Vega Velasco, S.V.D.  | 2010-2021 | Nomeado Bispo de Valparaíso                       |
| 4º       | Rafael de la Barra Tagle, S.V.D.     | 1989-2010 |                                                   |
| 3º       | Pablo Lizama Riquelme                | 1985-1988 | Nomeado bispo auxiliar de Talca; futuro arcebispo |
| 2º       | Polidoro Van Vlierberghe, OFM        | 1966-1984 |                                                   |
| 1º       | Cirilo Polidoro Van Vlierberghe, OFM | 1960-1966 | Administrador apostólico                          |